# Лохгол
Лохгол (на ирландски: Loch gCál; на английски: Loughgall) е село, намиращо се в графство Арма, един от шестте региона на Северна Ирландия. Според преброяването на населението през 2011 г. селото има 282 жители. Графството е с площ 1327 км² и с население около 194 хиляди жители (2021). 
Районът е известен като „Ябълковото графство“, поради огромното им наличие там.

## История
В тази южна част от страната са съсредоточени силите на Южната бригада на Арма, която пък е част от ИРА. Същата е отговорна за смъртта на 165 британски войници в периода 1970 – 1997 г.

## Спорт
От сезон 2023/24 местният клуб Лохгол играе в най-високото ниво на Северноирландския футбол.